# Women’s Cricket World Cup 1973
Der Women’s Cricket World Cup 1973 war der erste Cricket World Cup der Frauen. Er wurde vom 20. Juni bis 28. Juli 1973 in England ausgetragen. Sieger war die Mannschaft aus England, die im Finale Australien mit 92 Runs schlug.

## Teilnehmer
Teilnehmer waren fünf Nationalmannschaften sowie eine Jugendauswahl Englands und eine Internationale Auswahl.
| - Australien - England - England U25 - International XI | - Jamaika - Neuseeland - Trinidad und Tobago |

## Austragungsorte
Die Vorrunde wurde in unterschiedlichen Cricketstadien verteilt in England und Wales ausgetragen. Das Finale fand im Edgbaston Cricket Ground in Birmingham statt.

## Format
Die Vorrunde wurde in einer Gruppe mit den beteiligten sieben Mannschaften ausgetragen. Die beiden Gruppenersten spielten anschließend im Finale den Weltmeister unter sich aus. Somit gab es insgesamt 21 Spiele.

## Vorrunde
Tabelle
| Vorrunde            | Sp. | S | N | U | NR | P  | RR    |
| ------------------- | --- | - | - | - | -- | -- | ----- |
| England             | 6   | 5 | 1 | 0 | 0  | 20 | 3.910 |
| Australien          | 6   | 4 | 1 | 0 | 1  | 17 | 2.848 |
| Neuseeland          | 6   | 3 | 2 | 0 | 1  | 13 | 2.664 |
| International XI    | 6   | 3 | 2 | 0 | 1  | 13 | 2.474 |
| Trinidad und Tobago | 6   | 2 | 4 | 0 | 0  | 8  | 1.976 |
| Jamaika             | 6   | 1 | 4 | 0 | 1  | 5  | 2.343 |
| England U25         | 6   | 1 | 5 | 0 | 0  | 4  | 2.307 |

Spiele
| 20. Juni Scorecard | Kew | Jamaika   | – | Neuseeland |
|                    |     | No Result |   |            |

| 23. Juni Scorecard | Hove | England 258-1 (60)           | – | International XI 123-8 (60) |
|                    |      | England gewinnt mit 135 Runs |   |                             |

| 23. Juni Scorecard | St Albans | Neuseeland 197 (59.5)           | – | Trinidad und Tobago 61 (31.2) |
|                    |           | Neuseeland gewinnt mit 136 Runs |   |                               |

| 30. Juni Scorecard | Tring | Trinidad und Tobago 124 (52.4)   | – | Australien 125-3 (45.3) |
|                    |       | Australien gewinnt mit 7 Wickets |   |                         |

| 30. Juni Scorecard | Chesterfield | Neuseeland 136-8 (60)                  | – | International XI 140-8 (59.5) |
|                    |              | International XI gewinnt mit 2 Wickets |   |                               |

| 30. Juni Scorecard | Sittingbourne | Jamaika 124 (51.1)          | – | England U25 101 (57.3) |
|                    |               | Jamaika gewinnt mit 23 Runs |   |                        |

| 4. Juli Scorecard | Ealing | Jamaika 97 (51.5)                         | – | Trinidad und Tobago 98-8 (48.4) |
|                   |        | Trinidad und Tobago gewinnt mit 2 Wickets |   |                                 |

| 7. Juli Scorecard | Dartford | Australien 137-6 (60)          | – | Neuseeland 102 (55.3) |
|                   |          | Australien gewinnt mit 35 Runs |   |                       |

| 7. Juli Scorecard | Bradford | England 191-7 (49/49)       | – | Jamaika 128-9 (49/49) |
|                   |          | England gewinnt mit 63 Runs |   |                       |

| 7. Juli Scorecard | Bletchley | England U25 165-7 (60)          | – | International XI 151-8 (60) |
|                   |           | England U25 gewinnt mit 14 Runs |   |                             |

| 11. Juli Scorecard | York | Australien 195-7 (60)          | – | Jamaika 118 (56.3) |
|                    |      | Australien gewinnt mit 77 Runs |   |                    |

| 14. Juli Scorecard | Exmouth | Neuseeland 105-7 (35/35)                    | – | England 118-1 (15/35) |
|                    |         | Neuseeland gewinnt mit 11 Runs (bessere RR) |   |                       |

| 14. Juli Scorecard | Kirby Muxloe | Jamaika 162-8 (60)                     | – | International XI 163-5 (55.4) |
|                    |              | International XI gewinnt mit 5 Wickets |   |                               |

| 14. Juli Scorecard | Cambridge | England U25 90 (51)                     | – | Trinidad und Tobago 91-5 (38.5) |
|                    |           | Trinidad & Tobago gewinnt mit 5 Wickets |   |                                 |

| 18. Juli Scorecard | Ilford | England 231-6 (60)                       | – | England U25 102-7 (39) |
|                    |        | England gewinnt mit 48 Runs (bessere RR) |   |                        |

| 18. Juli Scorecard | Liverpool | Trinidad und Tobago 115-8 (60)         | – | International XI 117-3 (42.2) |
|                    |           | International XI gewinnt mit 7 Wickets |   |                               |

| 20. Juli Scorecard | Wolverhampton | Trinidad und Tobago 59 (45.5) | – | England 62-2 (25.5) |
|                    |               | England gewinnt mit 8 Wickets |   |                     |

| 21. Juli Scorecard | Swansea | Australien 5-1 (4.4) | – | International XI |
|                    |         | No Result            |   |                  |

| 21. Juli Scorecard | Eastbourne | England U25 174-6 (60)           | – | Neuseeland 177-7 (58.5) |
|                    |            | Neuseeland gewinnt mit 3 Wickets |   |                         |

## Finale
| 28. Juli Scorecard | Edgbaston | England 279-3 (60)          | – | Australien 187-9 (60) |
|                    |           | England gewinnt mit 92 Runs |   |                       |